# René Vandendorpe
René Vandendorpe (Veenendaal, 5 april 1967 – Amsterdam, 23 april 2006) was een Nederlands zanger.
Vandendorpe won in 2005 de publieksprijs op het Concours de la Chanson met zijn vertolking van de klassieker Ne me quitte pas van Jacques Brel. Samen met pianist Hans Veldhuizen trad hij al enige tijd met succes op in eigen land. 
Hij kwam in de nacht van 22 op 23 april 2006 om het leven toen hij in Amsterdam op zijn motorfiets in botsing kwam met een auto. René Vandendorpe werd begraven in zijn geboorteplaats Veenendaal.